# German Football League 2020
Die German Football League 2020 sollte die 42. Saison der German Football League (GFL), der höchsten Spielklasse des American Football in Deutschland, sein, fiel jedoch aufgrund der COVID-19-Pandemie komplett aus.
Das erste Spiel sollte ursprünglich am 25. April zwischen dem amtierenden Meister New Yorker Lions und den Cologne Crocodiles stattfinden. Der erste vollständige Spieltag der Saison sollte am 2./3. Mai ausgetragen werden. Aufgrund der COVID-19-Pandemie wurde der Saisonbeginn vom American Football Verband Deutschland (AFVD) am 17. März zunächst auf das Pfingstwochenende verlegt und die Sommerpause während der Fußball-Europameisterschaft gestrichen. Am 16. April wurde vom AFVD bekannt gegeben, dass auch dieser Starttermin „kaum haltbar sein“ wird. Am 8. Mai gab der AFVD dann bekannt, dass alle Wettbewerbe auf Ende des Jahres verschoben werden sollen. Die Spiele der GFL sollten zwischen September und November 2020 gespielt werden. Ende Juli 2020 wurde nach der Absage mehrerer Teams verkündet, dass die Saison 2020 ersatzlos ausfällt.

## Modus
In zwei getrennten Konferenzen treten insgesamt 16 Mannschaften an (jeweils acht in der GFL Nord und in der GFL Süd). Jede Konferenz trägt ein Rundenturnier aus, bei dem je zwei Mannschaften zweimal aufeinander treffen, wobei jedes Team einmal Heimrecht genießt. Nach jeder Partie erhält die siegreiche Mannschaft zwei und die besiegte null Punkte. Bei einem Unentschieden erhält jede Mannschaft einen Punkt. Nach Beendigung des Rundenturniers wird eine Rangliste ermittelt, bei der zunächst der Koeffizient aus erzielten und möglichen Punkten entscheidend ist. Bei Punktgleichheit entscheidet der direkte Vergleich.
Nach den Rundenturnieren kämpfen die jeweils besten vier Mannschaften in einer Play-off-Runde um die deutsche Meisterschaft.
In den Play-offs um die Meisterschaft wird über Kreuz gespielt. Das heißt, der Gruppenerste spielt gegen den Vierten der jeweils anderen Gruppe in einem Viertelfinale. Entsprechend spielt der Gruppenzweite gegen den Dritten der jeweils anderen Gruppe. Hierbei genießen die Gruppenersten und -zweiten jeweils Heimrecht. Die siegreichen Teams treten in Halbfinals so gegeneinander an, dass der Sieger aus Gruppe A oder der Vierte aus Gruppe B auf den Zweiten aus Gruppe B oder den Dritten aus Gruppe A trifft. Das im Rundenturnier besser platzierte Team genießt jeweils Heimrecht. Die Sieger der beiden Halbfinals treten im German Bowl XLII gegeneinander an.
Eine Relegation um den Klassenerhalt findet in der Saison 2020 nicht statt. Auf Grund der COVID-19-Pandemie wird es keinen Absteiger aus der GFL geben. Die beiden Meister der GFL2 können für die Saison 2021 wählen, ob sie einen Aufstieg wahrnehmen wollen.

## Teams
In der Gruppe Nord waren die folgenden Teams für den Ligabetrieb qualifiziert:
- Berlin Rebels
- Cologne Crocodiles
- Dresden Monarchs
- Hildesheim Invaders
- Elmshorn Fighting Pirates (Aufsteiger aus der GFL2 Nord)
- Kiel Baltic Hurricanes
- New Yorker Lions (Meister der GFL Nord 2019 und Sieger des German Bowl XLI)
- Potsdam Royals

In der Relegation 2019 unterlagen die Düsseldorf Panther gegen die Elmshorn Fighting Pirates und stiegen nach nur einer Saison wieder ab.
In der Gruppe Süd waren die folgenden Teams für den Ligabetrieb qualifiziert:
- Allgäu Comets
- Frankfurt Universe
- Ingolstadt Dukes
- Marburg Mercenaries
- Munich Cowboys
- Ravensburg Razorbacks (Aufsteiger aus der GFL2 Süd)
- Schwäbisch Hall Unicorns (Meister der GFL Süd 2019)
- Stuttgart Scorpions

Die Kirchdorf Wildcats konnten sich im Jahr 2019 in der Relegation gegen die Ravensburg Razorbacks nicht behaupten. Nachdem die Ravensburg Razorbacks 2018 in der Relegation noch gescheitert waren, konnten sie dieses Mal den Aufstieg sichern.

## Saisonverlauf
Nachdem der Saisonstart verschoben wurde, gab es eine Frist bis zum 24. Juli für eine Herbstsaison zu melden. Nur 14 der 32 Vereine aus GFL und GFL2 meldeten für die verschobene Saison. Darunter waren lediglich sechs Vereine aus der ersten Liga. Aus der Gruppe Nord waren dies die Berlin Rebels, die Dresden Monarchs und die Potsdam Royals. Im Süden hatten die Marburg Mercenaries, die Munich Cowboys und die Schwäbisch Hall Unicorns für die Herbstsaison gemeldet. Eine Woche später entschieden sich die sechs verbliebenen Vereine gemeinsam gegen die Durchführung einer Saison 2020. Ausschlaggebend waren wirtschaftliche Gründe, denn hohe Zuschauerzahlen schienen zum damaligen Zeitpunkt nicht realistisch.